# Jean-Joseph Lataste
Alcide-Vital Lataste, OP, řeholním jménem Marie Jean Joseph Lataste (5. září 1832, Cadillac – 10. března 1869, Frasne-le-Château) byl francouzský římskokatolický kněz, řeholník dominikánského řádu, zakladatel kongregace Sester dominikánek z Betanie. Katolická církev jej uctívá jako blahoslaveného.

## Život

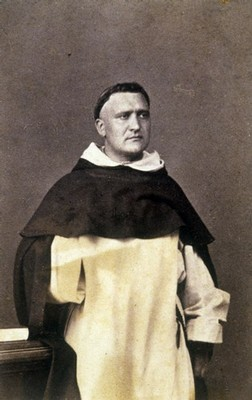
Fotografie

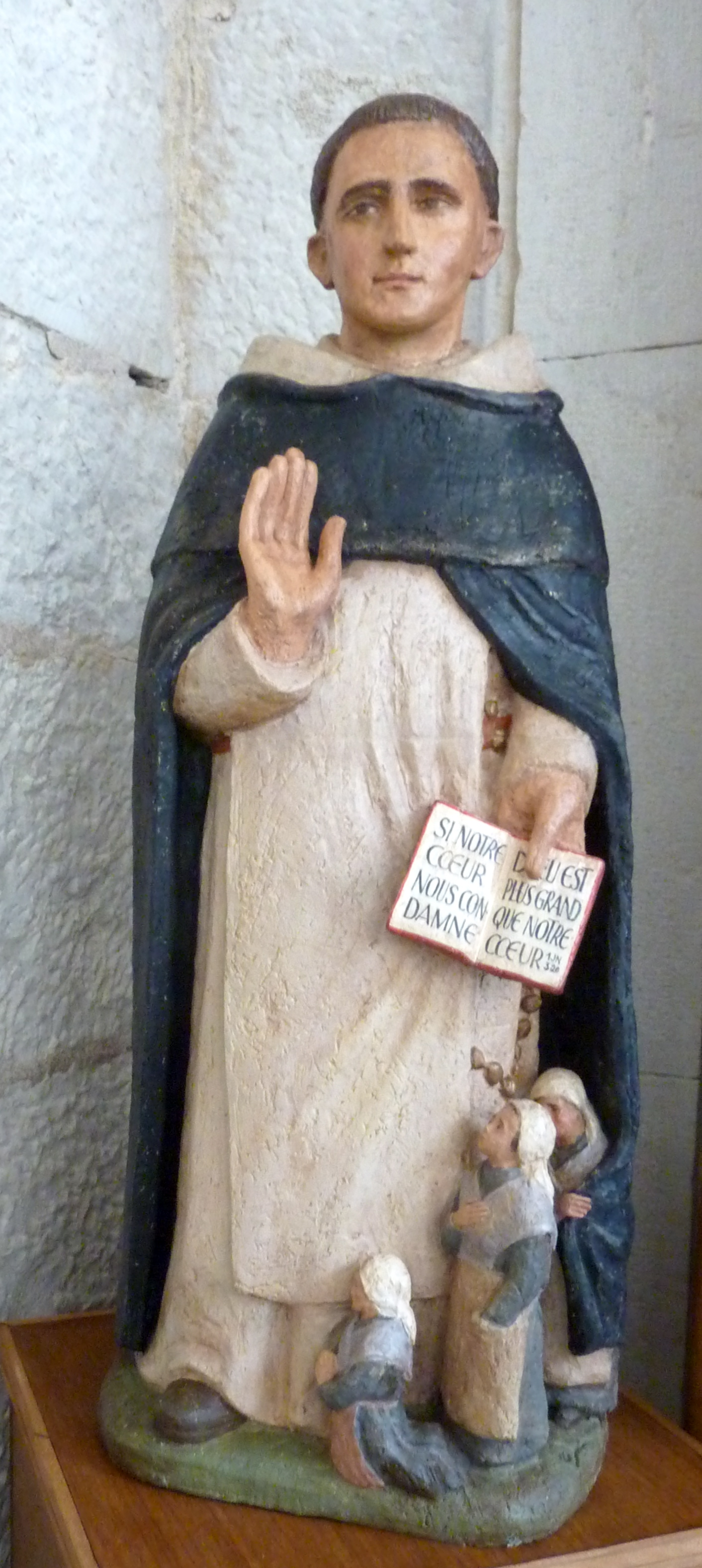
Jeho soška v Montferrand-le-Château, kde je pohřben

Narodil se dne 5. září 1832 v obci Cadillac v departmentu Gironde rodičům Vitalovi Latastemu a Jeanně Grassiet. Měl dva sourozence. V mládí studoval v obci Bordeaux.
Chtěl se stát knězem, avšak kvůli obavám studia teologie zanechal. Potkal Cecilii de Saint-Germain, se kterou začal chodit. Na přání svého otce se s ní však přestal vídat. Smrt jeho bývalé přítelkyně roku 1855 v něm opět vzbudilo touhu po zasvěceném životě. Vstoupil do dominikánského řádu a dne 4. listopadu 1857 v něm zahájil svůj noviciát. Dne 10. května 1859 složil své dočasné řeholní sliby. Zvolil si řeholní jméno Jean Joseph. Stal se také členem Společnosti svatého Vincence z Pauly. Dne 10. května 1862 složil v dominikánském řádu doživotní řeholní sliby a dne 8. února 1863 byl v Marseille vysvěcen na kněze.
Po návštěvě ženské věznice roku 1864 cítil potřebu založení nové ženské řeholní kongregace, jejíž členky by pečovaly o ženy, které byly týrány a o ženy propuštěné z vězení. Roku 1865 začal formulovat stanovy nové kongregace a další potřebné náležitosti, včetně přijímání prvních adeptek pro vstup do kongregace. Kongregaci Sester dominikánek z Betanie založil dne 14. srpna 1866. Zasloužil se také o zařazení zmínky sv. Josefa do textů mše svaté, což na jeho žádost provedl rok po jeho smrti papež bl. Pius IX.
Zemřel dne 10. března 1869 v obci Frasne-le-Château v departmentu Haute-Saône. Rekviem za něj byl sloužen 12. března téhož roku. Pohřben byl v obci kde zemřel a kde také sídlila jím založená řeholní kongregace. Po přestěhování sídla kongregace byly jeho ostatky přeneseny do klášterní kaple v Montferrand-le-Château.

## Úcta
Jeho beatifikační proces započal roku 1937, čímž obdržel titul služebník Boží. Dne 1. června 2007 jej papež Benedikt XVI. podepsáním dekretu o jeho hrdinských ctnostech prohlásil za ctihodného. Dne 27. června 2011 byl uznán zázrak na jeho přímluvu, potřebný pro jeho blahořečení.
Blahořečen pak byl dne 3. června 2012 v Besançonu. Obřadu předsedal jménem papeže Františka kardinál Angelo Amato.
Jeho památka je připomínána 5. září. Bývá zobrazován v řeholním oděvu.